# R. Timothy Hunt
Sir Richard Timothy "Tim" Hunt, (rođen 19. veljače 1943.g. Neston, Cheshire) je engleski biokemičar koji je 2001.g. dobio Nobelovu nagradu za fiziologiju ili medicinu zajedno s Leland H. Hartwellom i Paul M. Nurseom za njihova otkrića temeljnog mehanizma kontrole staničnog ciklusa. 

## Vanjske poveznice
- Nobelova nagrada - autobiografija (engl.)